# Samba da Globalização
Samba da Globalização é um jingle encomendado pela TV Globo ao cantor Arlindo Cruz. Foi composto por ele, Hélio de la Peña, Franco Lattari e Mu Chebabi. Em 2008, A emissora pediu a ele que fizesse um samba que envolvesse toda a sua programação, exceto as novelas. O jingle fez tanto sucesso que teve uma segunda versão no ano de 2009, porém excluindo alguns programas e colocando outros. A composição também serve para "avisar" a proximidade do Carnaval, e, também, para promover a programação da emissora ao longo do ano. Na versão de 2012, além dos logotipos dos programas, apresentadores e atores da emissora aparecem na vinheta com Arlindo Cruz.